# 2008 у телебаченні
Список 2008 у телебаченні описує події у сфері телебачення, що відбулися 2008 року.

## Події

### Січень
- 22 січня — Початок мовлення нового пізнавального телеканалу «Планета».
- 29 січня — Початок мовлення нового розважального телеканалу «2Т».
- Перехід тернопільського регіонального телеканалу «TV-4» до цілодобового формату мовлення.

### Лютий
- 1 лютого — Початок мовлення нового телеканалу «Real TV Estate».
- 6 лютого — Ребрендинг одеського регіонального телеканалу «ОСК» в «ОК».
- 11 лютого — Зміна графічного оформлення «5 каналу»[1].
- Початок аналогового мовлення телеканалу «К1» на 25 ТВК у Хмельницькому[2].
- Початок аналогового мовлення телеканалу «M1» замість телеканалу «Інтер» на 41 ТВК в Новгороді-Сіверському[3].

### Березень
- 7 березня — Зміна графічного оформлення телеканалу «ТЕТ»[4].
- 13 березня — Відновлення мовлення хмельницького регіонального телеканалу «Контакт»[5].
- 17 березня — Початок мовлення нового телеканалу «ТВі».

### Квітень
- 14 квітня — Початок мовлення нового інформаційного телеканалу «ЧП.INFO» від платформи «Магнолія-ТВ»[6][відсутнє в джерелі].
- 21 квітня — Початок роботи супутникового оператора «Viasat Україна»[7].
- 26 квітня — Зміна графічного оформлення ТРК «Україна».
- 28 квітня — Початок аналогового мовлення телеканалу «СТБ» на 44 ТВК в Дубні[8].
- Початок аналогового мовлення «5 каналу» на 39 ТВК в Енергодарі[9].
- Зміна графічного оформлення музичного телеканалу «MusicBox UA».

### Травень
- 5 травня
  - Початок мовлення нового автомобільного телеканалу «Перший автомобільний»[10][відсутнє в джерелі].
  - Зміна логотипу і графічного оформлення телеканалу «КРТ».
- 21 травня — Початок мовлення нового телеканалу у форматі високої чіткості «HD 2».
- 23 травня — Початок мовлення нового телеканалу телеторгівлі «Shopping TV».

### Липень
- 28 липня — Початок мовлення нового телеканалу «Телевсесвіт».
- Припинення аналогового мовлення сумської ОДТРК на 10 ТВК в Конотопі[11].

### Серпень
- 8 серпня — Початок мовлення нового польського музичного телеканалу «Eska TV»[12].
- 20 серпня — Припинення мовлення та закриття телеканалу у форматі високої чіткості «HD 2».
- 24 серпня — Зміна графічного оформлення телеканалів «M1», «1+1», «Інтер» та «Інтер+».
- Початок мовлення нового англомовного телеканалу «English Club TV».

### Вересень
- 1 вересня 
  - Початок тестового мовлення нового розважального телеканалу «Куй ТБ»[13].
  - Зміна логотипів і графічного оформлення телеканалів «Перший національний» та «СТБ»[14][15].
  - Обмін логотипами телеканалів «К1» та «Мегаспорт» в аналозі[16].
- 12 вересня — Початок мовлення нового телеканалу «SCI»[17].
- 15 вересня — Початок аналогового мовлення телеканалу «Кіно» на 3 ТВК в Іллічівську[18].
- 29 вересня — Початок повноцінного мовлення телеканалу «Куй ТБ»[19].

### Жовтень
- 6 жовтня — Зміна логотипу і графічного оформлення телеканалу «MTV Україна».
- 20 жовтня — Початок аналогового мовлення телеканалу «Інтер» на 10 ТВК в Житомирі[20].
- 25 жовтня — Початок аналогового мовлення телеканалу «НТН» замість телеканалу «СТБ» на 44 ТВК в Дубні[8].

### Листопад
- 1 листопада
  - Початок мовлення нових телеканалів «Гумор ТБ» і «Бабай ТБ».
  - Зміна логотипу і графічного оформлення телеканалу «НТН».
  - Початок мовлення нового пізнавально-туристичного телеканалу «Тур-Бюро».
  - Початок мовлення нового телеканалу «R-TV».
- 5 листопада — Зміна логотипу і графічного оформлення спортивного телеканалу «Мегаспорт».
- 18 листопада — Початок мовлення нового спортивного телеканалу «Футбол».
- 24 листопада — Зміна логотипу парламентського телеканалу «Рада».
- Початок мовлення нового харківського регіонального телеканалу «PRO-фіт».

### Грудень
- 1 грудня
  - Початок мовлення нового розважально-пізнавального телеканалу «People TV».
  - Початок мовлення нового телеканалу «GoldBerry».
  - Зміна графічного оформлення телеканалу «1+1».
- 24 грудня — Зміна логотипу і графічного оформлення російського телеканалу «Росія».

## Без точних дат
- Переїзд каналів «НТН», «Enter-фільм» та «Enter-music» за новою адресою, Київ, вул. Дмитрівська, 30.
- Зміна графічного оформлення «Нового каналу».
- Початок мовлення нового пізнавального телеканалу «Світ».
- Початок мовлення нового одеського регіонального телеканалу «КТК».
- Початок мовлення нового лозівського регіонального телеканалу «Вектор».
- Початок мовлення нового регіонального телеканалу «Моя Одеса».
- Початок мовлення нового одеського регіонального телеканалу «АРТ 24».
- Початок мовлення нового одеського регіонального телеканалу «GNews».
- Початок мовлення нового регіонального телеканалу «Миргород».
- Зміна графічного оформлення телеканалу «Тоніс».
- Зміна графічного оформлення парламентського телеканалу «Рада».
- Початок аналогового мовлення регіонального державного телеканалу «ТК» на 49 ТВК у Благовіщенську[21].
- Початок аналогового мовлення телеканалу «Кіно» на 24 ТВК у Варві та на 28 ТВК в Гайвороні[22][23].
- Припинення аналогового мовлення телеканалу «КРТ» на 12 ТВК в Гірнику[24].
- Початок аналогового мовлення телеканалу «СТБ» на 56 ТВК в Ізмаїлі[25].
- Початок аналогового мовлення телеканалу «ICTV» замість телеканалу «Інтер» на 36 ТВК в Кам'янському[26].
- Припинення аналогового мовлення регіонального телеканалу «ТЦК» на 31 ТВК в Ковелі[27].
- Початок аналогового мовлення телеканалу «Кіно» на 31 ТВК в Ковелі[27].
- Початок аналогового мовлення телеканалу «СТБ» на 38 ТВК в Кривому Озері[28].
- Початок аналогового мовлення телеканалу «НТН» замість «Першого Національного» на 31 ТВК в Саврані[29].
- Припинення мовлення та закриття одеського державного регіонального «38 каналу».